# Synhalcurias
Genre
Synhalcurias est un genre de la famille des Actinernidae.

## Liste des espèces
Selon World Register of Marine Species (12 janvier 2023) :
- Synhalcurias elegans (Wassilieff, 1908)
- Synhalcurias kahakui Izumi & Yanagi, 2021

## Systématique
Le nom valide complet (avec auteur) de ce taxon est Synhalcurias Carlgren, 1914.

## Publication originale
- Carlgren, O. (1914). On the genus Porponia and related genera, Scottish National Antarctic Expedition. Transactions of the Royal Society of Edinburgh, 50, 1, (4): 49-71